# Система поездной радиосвязи
Система поездной радиосвязи; система ПРС (train radio communication system): Система железнодорожной радиосвязи для оперативного управления движением поездов, обеспечивающая обмен информацией между машинистами подвижного состава и оперативным диспетчерским персоналом диспетчерских центров управления, дежурными по станциям и переездам, машинистами встречных и вслед идущих поездов и другим персоналом, связанным с поездной работой. Возимые радиостанции устанавливают в кабине машиниста, а стационарные — в служебных помещениях дежурных по станции. Связь поездного диспетчера с машинистами локомотивов осуществляется через ближайшую к локомотиву стационарную радиостанцию,  управляемую дистанционно через проводной канал связи.

## Характеристики
Для организации поездной радиосвязи используются гектометровые (2130, 2150 кГц), метровые (151,775, 151,825, 151,875; 160 МГц. Основным каналом радиосвязи на метровых волнах является частота 151,825 МГц.) и дециметровые волны (330 МГц). Частотная модуляция. Радиосети ПРС, организованные на гектометровых и метровых волнах, работают в симплексном режиме, а в дециметровом – в дуплексном режиме.

## Аппаратура радиосвязи
В поездной радиосвязи используются радиостанции РВС-1, РВС-1-12, РЛСМ-10-40, РС-46МЦ, РС-46М, распорядительные станции СР-Ц, СР-234М, носимые радиостанции GP-320, GP-340, DP-1400, DP-2400E, IC-F3GS, а также радиостанции других типов, разрешенных к применению  на железнодорожном транспорте ОАО «РЖД».